# Heinrich Wottawa
Heinrich Wottawa (* 1948 in Mödling, Österreich) ist ein österreichischer Psychologe und Unternehmer. Von 1977 bis 2013 war er Professor für psychologische Methodenlehre, Diagnostik und Evaluation an der Ruhr-Universität Bochum. Daneben war er Gründer und Geschäftsführer der Firma Eligo Psychologische Personalsoftware GmbH, die im Bereich Personaldiagnostik und Beratung tätig ist.

## Leben
Wottawa studierte Psychologie in Verbindung mit Mathematik an der Universität Wien. Im Jahr 1971 promovierte er an der Universität Wien, 1974 habilitierte er  in Psychologie an der Universität Heidelberg.
Er arbeitete am Institut für Höhere Studien und Wissenschaftliche Forschung (Ford-Institut) in Wien als wissenschaftlicher Assistent. Am Kuratoriums für Verkehrssicherheit (KfV) in Wien war er zunächst im Bereich der verkehrspsychologischen Diagnostik tätig, dann als Leiter des Rechenzentrums. 1973 wechselte er an das Rechenzentrum des Deutschen Instituts für Internationale Pädagogische Forschung in Frankfurt/Main.
An der Universität Heidelberg wurde Wottawa 1975 Wissenschaftlicher Rat und Professor. Im  Jahr 1977 wurde er an die Ruhr-Universität Bochum auf den Lehrstuhl für Psychologische Methodenlehre, Diagnostik und Evaluation berufen. Seit 2002 lag sein Schwerpunkt in der Ausbildung von Wirtschaftspsychologen zum Bachelor und Master. Wottawa beriet zudem seit 1983 Verwaltungen und Unternehmen in Fragen der Datenanalyse, Eignungsdiagnostik, Personal- und Organisationsentwicklung. Zu diesen Themen verfasste er Bücher, Buchbeiträge und Artikel in Fachzeitschriften. Er wurde im Jahr 2013 emeritiert.
Neben seiner Lehrstuhltätigkeit war er ab 1990 wissenschaftlicher Leiter des Ausbildungsganges „Personalentwickler“ der Deutschen Angestellten-Akademie (DAA) in  Dortmund. Im Jahr 1999 wurde er an der neugegründeten Akademie der Ruhr-Universität gGmbH, einem privatrechtlich organisierten Anbieter wissenschaftlicher Weiterbildung, zum Leiter des Bereichs Wirtschaftspsychologie mit Schwerpunkt Eignungsdiagnostik, Personal- und Organisationsentwicklung. Im selben Jahr wurde er Geschäftsführender Gesellschafter der von ihm gegründeten Eligo Psychologische Personalsoftware GmbH, die Software unter anderem für Personalauswahlverfahren und für die Studienfachwahl von Schulabsolventen entwickelt. Nach seinem Ausscheiden aus der Geschäftsführung blieb Wottawa als Wissenschaftlicher Beirat im Unternehmen.

## Veröffentlichungen
Bücher
- Handbuch wirtschaftspsychologischer Testverfahren. Band II: Organisationspsychologische Instrumente. Lengerich: Pabst, 2010 (mit W. Sarges, C. Roos)
- Handbuch wirtschaftspsychologischer Testverfahren. Band I: Personalpsychologische Instrumente (2., überarb. u. erw. Aufl.). Lengerich: Pabst, 2005 (mit W. Sarges).
- Recruiting und Assessment im Internet. Werkzeuge für eine optimierte Personalauswahl und Potenzialerkennung. Göttingen: Vandenhoeck & Ruprecht, 2004 (mit C. Kirbach, C. Montel, S. Oenning)
- Lehrbuch Evaluation (2., vollst. überarb. Aufl.). Bern: Huber, 1998 (mit H. Thierau)
- Anwendungsfelder psychologischer Diagnostik. Göttingen: Hogrefe, 1997 (mit R. Hossiep)
- Psychologische Theorien für Unternehmen. Göttingen: Verlag für Angewandte Psychologie, 1995 (mit I. Gluminski)
- Bürger als Kunden: wie Sie Reformkonzepte für den öffentlichen Dienst mit Leben füllen. Frankfurt/Main, New York: Campus-Verlag, 1995 (mit I. Stratemann)
- Lehrbuch Evaluation. Bern: Huber, 1990 (mit H. Thierau)
- Psychologische Methodenlehre. Eine orientierende Einführung. Weinheim: Juventa, 1988
- Grundlagen psychologischer Diagnostik. Eine Einführung. Göttingen: Hogrefe, 1987 (mit R. Hossiep)
- Strategien und Modelle in der Psychologie. München: Urban & Schwarzenberg, 1984
- Grundriss der Testtheorie. Muenchen: Juventa, 1980

Buchbeiträge  (Auswahl)
- Wottawa, H. & Hiltmann, M. (2015). Entscheidungsfindung. In C. Peus, S. Braun, T. Hentschel & D. Frey (Hrsg.), Personalauswahl in der Wissenschaft. Evidenzbasierte Methoden und Impulse für die Praxis (S. 147–159). Berlin: Springer.
- Wottawa, H. (2012). Anwendung persönlicher Macht: Alltäglich und dennoch ein Tabu. In B. Knoblach, T. Oltmanns, I. Hajnal & D. Fink (Hrsg.), Macht in Unternehmen. Der vergessene Faktor (S. 223–233). Wiesbaden: Gabler.
- Wottawa, H. (2013). Formalisierung der Urteilsbildung. In W. Sarges (Hrsg.), Management-Diagnostik (S. 911–917). Göttingen: Hogrefe.
- Wottawa, H. (1996). Methoden der Evaluationsforschung. In E. Erdfelder, R. Mausfeld, T. Meiser & G. Rudinger (Hrsg.), Handbuch Quantitative Methoden (S. 551–566). Weinheim: Psychologie Verlags Union.
- Wottawa, H. (1996). Multivariate Verfahren der Eigenschaftsanalyse. In K. Pawlik (Hrsg.), Grundlagen und Methoden der Differentiellen Psychologie (S. 807–831). Göttingen: Hogrefe.

Zeitschriftenbeiträge (Auswahl)
- Wottawa, H. K. (2020). Welche Art von Einflussnahmen im Wissenschaftssystem wollen wir? Wirtschaftspsychologie, 22(2), 35–48.
- Zimmer, B. & Wottawa, H. (2016). Potenzial oder Können? Warum eigene Kompetenzmodelle oft unsinnig sind. Wirtschaftspsychologie aktuell, 23(4), 9–12.
- Wottawa, H. (2012). Interkulturelle Personalarbeit – Herausforderung bei Rekrutierung und Personalentwicklung. Wirtschaftspsychologie aktuell, 19(4), 46–49.
- Wottawa, H. & Oenning, S. (2002). Von der Anforderungsanalyse zur Eignungsbeurteilung: Wie praktikabel ist die neue DIN 33430 bei der Bewerberauswahl? Wirtschaftspsychologie, 4(3), 43–56.
- Miesen, J., Stratemann, I., Sonnenberg, H.-G. & Wottawa, H. (2000). MAP – ein Verfahren zur Erfassung des Managementprofils. Wirtschaftspsychologie, 7(1), 3–13.
- Miesen, J., Schuhfried, G. & Wottawa, H. (1999). ELIGO: Eine vorläufige Antwort auf Grundprobleme der testgestützten Eignungsdiagnostik. Wirtschaftspsychologie, 6(1), 16–24
- Wottawa, H. (1990). Einige Überlegungen zu (Fehl-)Entwicklungen der psychologischen Methodenlehre. Psychologische Rundschau, 41(2), 84–97.
- Wottawa, H. (1987). Hypotheses Agglutination (HYPAG): A method for configuration-based analysis of multivariate data. Methodika, 1(1), 68–92.
- Wottawa, H. (1983). Neuere Methoden der Analyse und Bewertung der diagnostischen Urteilsfindung und deren Anwendung auf Ausleseverfahren der Bundeswehr. Wehrpsychologische Untersuchungen, 18(3), 1–158.
- Wottawa, H., Krumpholz, D. & Mooshage, B. (1982). Explizite Erfassung der Entscheidungsregeln als Grundlage der Verbesserung diagnostischer Urteilsfindung. Diagnostica, 28(2), 185–194.
- Wottawa, H. (1981). Die Kunst der manipulativen Berichtlegung in der Evaluationsforschung. Zeitschrift für Entwicklungspsychologie und Pädagogische Psychologie, 13(1), 45–60